# Адамович, Михаил Михайлович (разведчик)
Михаи́л Миха́йлович Адамо́вич (1898, Рига — 23 июля 1979) — советский разведчик, резидент внешней разведки СССР в ряде стран.

## Биография
Родился в Риге в семье рабочего. Трудовую деятельность начал подростком на рижском заводе «Проводник», где работал его отец. В 1916 году, в связи с наступлением боевых действий в ходе Первой мировой войны семья Адамовича эвакуируется в Москву, где Михаил начал сотрудничать с рядом подпольных организаций большевистского толка, выполняя отдельные задания.
В ноябре 1917 года Михаил Адамович вступил в заводской боевой отряд Красной гвардии, принимал активное участвовал в событиях Октябрьской революции в Москве, после чего вступил добровольцем во 2-й латышский стрелковый полк. Нёс службу по охране Кремля и лично Владимира Ильича Ленина и Совнаркома, в июле 1918 года участвовал в подавлении левоэсеровских мятежей в Москве и Ярославле, получил ранение. 23 октября 1918 года Адамович вступил в РКП(б).
В начале декабря 1918 года Адамович вступает в ряды ВЧК. Первой его операцией было внедрение в штаб противника в Саратове под именем прапорщика Колесникова и срыв антибольшевистского восстания. После завершения операции в Саратове Адамовича засылают в Крым в тыл армии Врангеля, ставшего главкомом Русской армии.
После окончания гражданской войны Адамович был направлен на борьбу с контрреволюционным подпольем. В частности, его усилиями были разоблачены белогвардейские группировки на Кубани, в Новочеркасске и Ростове-на-Дону. В 1924 году стал уполномоченным Майкопского округа ПП ОГПУ Северо-Кавказского края. На этом посту Адамович осуществил операцию по захвату 9 офицеров бывшей армии генерала Улагая, которых специально «заманили» на Кубань.
С 1932 года М. Адамович работал во внешней разведке. Сперва он был заслан на территорию независимой Латвии под видом финского коммерсанта, затем выполнил ряд заданий во Францию, Испанию и Чехословакию. В этих государствах Адамович проработал в общей сложности до 1939 года.
В Латвии Адамович вошёл в доверие к резиденту спецслужб США Дональду Дею и сумел завербовать прислугу Дея, благодаря чему получил доступ к личным данным американского резидента и выявить сеть англо-американской агентуры на территории СССР.
В 1938 году в Париже Адамович выполнял функцию одного из звеньев в цепи транспортировки вооружения Интернациональным бригадам, участвовавшим в гражданской войне в Испании, после чего принимал непосредственное участие в боевых действиях в Испании. В Цюрихе Адамович продолжил заниматься выявлением представителей иностранных резидентур.
Новым этапом в деятельности Адамовича стала резидентура в Чехословакии. Фактический координатор усилий советских агентов в Праге, Адамович встретил немецкую оккупацию Чехословакии на посту. В первое время после прихода немцев, Адамович проник в архивы полицейских структур и МИДа Чехословакии, откуда изъял и переправил в Москву компромат на «неблагонадёжных лиц» — деятелей оппозиции, сторонников коммунистической модели, явных антифашистов. В поиске картотек Адамовичу помогала супруга Ольга Антоновна Адамович. Адамович лично вывозил полученные материалы из Чехословакии. Тогда же им был спасён от возможной расправы и переправлен в СССР Зденек Неедлы, чехословацкий учёный и общественный деятель, которому в будущем суждено будет стать премьером ЧССР и президентом Чехословацкой Академии Наук. Вместе с профессором Неедлы были эвакуированы его жена и сын.
В 1941 году Адамович был отправлен в запас из органов НКВД по состоянию здоровья. В связи с началом Великой Отечественной войны Адамович вернулся на службу, принявшись за формирование отдельного чехословацкого корпуса сопротивления, руководство которым принял на себя полковник Людвик Свобода.
В октябре 1941 года Адамович был откомандирован в Ташкент, где он подбирал командные кадры для 1-й польской дивизии. После 1943 года работал на отдельных постах в правительственных учреждениях Узбекской ССР.
Адамович трижды награждался именным оружием, также удостоен ордена Красного Знамени, дважды награждён знаком «Почётный работник ВЧУ-ОГПУ».